# Потерянная честь Катарины Блюм (фильм)
«Потерянная честь Катарины Блюм» (нем. Die Verlorene Ehre der Katharina Blum oder: Wie Gewalt entstehen und wohin sie führen kann) — кинофильм немецких режиссёров Фолькера Шлёндорфа и Маргареты фон Тротты, вышедший на экраны в 1975 году. Экранизация одноимённого романа Генриха Бёлля 1974 года.
В фильме отражена атмосфера паники в немецкой политике 1970-х годов по причине деятельности левой террористической организации «Фракция Красной армии» (RAF), а также критикуется деятельность таблоидов и так называемой «жёлтой прессы» («Bild-Zeitung»).

## Сюжет
См. статью о романе «Потерянная честь Катарины Блюм»

## В ролях
- Ангела Винклер — Катарина Блюм
- Марио Адорф — комиссар Байцменне
- Дитер Лазер — Вернер Тётгес
- Юрген Прохнов — Людвиг Гёттен
- Хайнц Беннент — доктор Хуберт Блорна
- Ханнелоре Хогер — Труде Блорна
- Рольф Беккер — прокурор Хах
- Харальд Кульман — Мёдлинг
- Херберт Фукс — Венингер
- Регине Лутц — Эльзе Вольтерхайм
- Вернер Айххорн — Конрад Байтерс
- Карл Хайнц Фосгерау — Алоис Штраубледер

## Награды и номинации
- 1975 — премия OCIC на кинофестивале в Сан-Себастьяне.
- 1976 — две премии Deutscher Filmpreis за лучшую женскую роль (Ангела Винклер) и лучшую операторскую работу (Йост Вакано), а также номинация в категории «лучшая мужская роль второго плана» (Дитер Лазер).